# James Maritato
James Maritato (nascido em 12 de março de 1972) é um lutador de wrestling profissional ítalo-americano. Ele é mais conhecido como Little Guido Maritato e Nunzio. Em sua carreira na WWE, Maritato já ganhou duas vezes o Campeonato dos Pesos-Leves da WWE.

## Carreira
Maritato começou em 1991 numa organização independente da Itália. Em 1995 assinou contrato com a ECW, onde ficou até 2001, sem conquistar um título sequer.
Após uma breve passagem no Ring of Honor, Maritato volta à WWE, no seu programa SmackDown Brand, onde conquista por duas vezes o Título de pesos-leves em cima de Paul London e de Juventud. Terminou como um heel, e, no final de 2006, rompe o contrato com o SmackDown e vai para a ECW, onde ficou até ser demitido em agosto de 2008.

## No wrestling
- Movimentos de finalização
  - Kiss of Death / Kamikazee / Maritator / Sicilian Drop (Inverted double underhook facebuster)
  - Sicilian Slice[1] (Diving leg drop bulldog)
  - Fujiwara armbar
  - Arrivederci (Springboard single arm DDT) [1]
  - Sicilian Crab[1] (Elevated over the shoulder Boston crab)
- Movimentos secundários
  - Back elbow
  - Socos ou tapas
  - Cross armbar
  - Missile dropkick frontal
  - Armbar Takedown
  - Snap Suplex
  - DDT
  - Snap swinging neckbreaker
  - Reverse Bulldog
  - Italian Legsweep[1](Russian Legsweep modificado)
- Managers
  - Sal E. Graziano
  - Tommy Rich
  - Johnny Stamboli
  - Vito
  - Trinity
- Alcunhas
  - "The Sicilian Shooter" ("O Atirador Siciliano")
  - "The Extreme Stud" ("O Garanhão Extremo")
  - "The Pugnacious Pisan" ("O Pisano Briguento")

## Títulos e prêmios
- Chaotic Wrestling
  - CW Tag Team Championship (1 vez)[2] – com Luis Ortiz
- East Coast Pro Wrestling
  - Hall da Fama da ECPW (2009)
- Extreme Championship Wrestling
  - ECW World Tag Team Championship (2 vezes)[3] – com Tony Mamaluke (1) e Tracy Smothers (1)
- Jersey All Pro Wrestling
  - JAPW Tag Team Championship (1 vez) – com Tracy Smothers
- Pro Wrestling Illustrated
  - PWI o colocou na #79ª posição dos 500 melhores lutadores individuais em 2003[4]
- USA Pro Wrestling
  - USA Pro Tag Team Championship (2 vezes) – com Rahul Kay (1) e Kid Kruel (1)
  - USA Pro United States Championship (1 vez)[1]
- World Wrestling Entertainment
  - WWE Cruiserweight Championship[5] (2 vezes)